# Thylogale
Thylogale es un género de marsupiales diprotodontos de la familia Macropodidae. Sus siete especies son conocidas comúnmente como pademelones o ualabíes de matorral. Su nombre procede de la palabra badimaliyan, de la lengua aborigen Dharuk originaria de Port Jackson (región de Sídney). Se extienden por las regiones costeras del Este de Australia, Tasmania, Nueva Guinea y algunas islas adyacentes; usualmente se los encuentra en los bosques. 
Los pademelones, ualabíes y canguros tienen una estructura corporal similar, correspondiendo cada denominación a grupos de especies de diferente tamaño. Aparte de por su menor tamaño, los pademelones se distinguen de los ualabíes por estar dotados de cola más corta, más gruesa y escasamente cubierta de pelo. Su masa corporal varía entre 3,5 y 10 kg, con un cuerpo que oscila entre los 29 y los 63 cm, más una cola de 27 a 50 cm de longitud. Su coloración varía entre el gris oscuro y el castaño. Al igual que los ualabíes, se desplazan dando saltos.

## Especies
Se reconocen las siguientes especies:
- Thylogale billardierii (pademelón de Tasmania)
- Thylogale browni (pademelón de Brown)
- Thylogale brunii (pademelón oscuro)
- Thylogale calabyi (pademelón de Calaby)
- Thylogale lanatus (pademelón de montaña)
- Thylogale stigmatica (pademelón de patas rojas)
- Thylogale thetis (pademelón de cuello rojo)

## Amenazas
La carne del pademelon fue apreciada y consumida por los colonos y aborígenes durante mucho tiempo.
Aparte de ser cazados por su carne y su suave piel, su número se ha visto reducido por la introducción de depredadores no nativos, tales como los gatos y perros asilvestrados y los zorros. La expansión de los conejos también les ha causado problemas, ya que los conejos se alimentan de las mismas hierbas que los pademelones, lo que les limita el acceso a su fuente principal de alimentación. Igualmente, la deforestación llevada a cabo para la construcción de viviendas ha desplazado a los ualabíes de mayor tamaño y a los canguros más grandes hacia los territorios tradicionales de los padamelones.
Los pademelones de Tasmania fueron importantes para la dieta de los tilacinos, y siguen siendo aún presa habitual de los cuoles, del demonio de Tasmania y del águila audaz. A pesar de dichos depredadores, existe una gran cantidad de pademelones en Tasmania y en las pequeñas islas de su periferia, y cada año se extermina un gran número de ellos de cara a reducir su número.